# Maxime Legal
Pour les articles homonymes, voir Legal.
Maxime Legal, né le 17 janvier 1999 à Rang-du-Fliers, est un joueur international de beach soccer français qui évolue au poste d'attaquant.

## Biographie
Maxime Legal commence le beach soccer en 2018 dans son club de football, l'AS Étaples, qu'il a rejoint quelques mois auparavant pour le football. Ces débuts sont couronnés de succès : champion de District, champion de la Ligue et première participation à la phase finale du National Beach Soccer. Ses bonnes prestations lui vaudront une première convocation convocation en Équipe de France Espoirs pour la Talent Cup, où il honorera ses trois premières sélections, même si elles se sont soldées par trois défaites.
En 2019, ses bonnes performances en club (3e titre de champion régional, 5e place au National Beach Soccer) lui permettent d'intégrer de nouveau le groupe Espoirs au mois de mai pour deux matchs amicaux, contre la République Tchèque et la Pologne, avec un but à la clé lors de chacune des rencontres. En fin de saison, il sera appelé par Gérard Sergent en Équipe de France pour les Jeux méditerranéens de plage en Grèce où il profite du large succès contre l'Albanie pour inscrire ses deux premiers buts internationaux. Il marquera de nouveau contre la Libye un but qui contribuera à la qualification des Bleus pour le match pour la médaille de bronze qu'il remportent face au Maroc.
En parallèle, il poursuit, au niveau régional, la pratique du football à l'AS Étaples.

## Carrière internationale
| Sélections en Équipe de France | Sélections en Équipe de France | Sélections en Équipe de France | Sélections en Équipe de France | Sélections en Équipe de France | Sélections en Équipe de France       | Sélections en Équipe de France |
| #                              | Date                           | Lieu                           | Adversaire                     | Résultat                       | Compétition                          | But(s)                         |
| ------------------------------ | ------------------------------ | ------------------------------ | ------------------------------ | ------------------------------ | ------------------------------------ | ------------------------------ |
| 1                              | 28 août 2019                   | Patras                         | Albanie                        | 19-1                           | Jeux méditerranéens de plage de 2019 | But inscrit · But inscrit      |
| 2                              | 29 août 2019                   | Patras                         | Italie                         | 3-6                            | Jeux méditerranéens de plage de 2019 |                                |
| 3                              | 30 août 2019                   | Patras                         | Libye                          | 6-5                            | Jeux méditerranéens de plage de 2019 | But inscrit                    |
| 4                              | 31 août 2019                   | Patras                         | Maroc                          | 5-1                            | Jeux méditerranéens de plage de 2019 |                                |

| Sélections en Équipe de France Espoirs | Sélections en Équipe de France Espoirs | Sélections en Équipe de France Espoirs | Sélections en Équipe de France Espoirs | Sélections en Équipe de France Espoirs | Sélections en Équipe de France Espoirs | Sélections en Équipe de France Espoirs |
| #                                      | Date                                   | Lieu                                   | Adversaire                             | Résultat                               | Compétition                            | But(s)                                 |
| -------------------------------------- | -------------------------------------- | -------------------------------------- | -------------------------------------- | -------------------------------------- | -------------------------------------- | -------------------------------------- |
| 1                                      | 15 juin 2018                           | Siófok                                 | Espagne                                | 1-5                                    | Talent Cup 2018                        |                                        |
| 2                                      | 16 juin 2018                           | Siófok                                 | Pologne                                | 2-4                                    | Talent Cup 2018                        |                                        |
| 3                                      | 17 juin 2018                           | Siófok                                 | Hongrie                                | 4-7                                    | Talent Cup 2018                        |                                        |
| 4                                      | 25 mai 2019                            | Wronki                                 | République Tchèque                     | 5-6                                    | Match amical                           | But inscrit                            |
| 5                                      | 26 mai 2019                            | Wronki                                 | Pologne                                | 5-4                                    | Match amical                           | But inscrit                            |

## Palmarès
Avec l'Équipe de France :
- 3e des Jeux méditerranéens de plage : 2019

Avec l'AS Étaples :
- Champion de la Ligue de football des Hauts-de-France de Beach Soccer : 2018, 2019
- Champion du District Côte d'Opale de Beach Soccer : 2018